# Tricheilostoma greenwelli
Tricheilostoma greenwelli — вид змій родини струнких сліпунів (Leptotyphlopidae). Ендемік Нігерії.

## Поширення і екологія
Tricheilostoma greenwelli відомі з типової місцевості, розташованої в штаті Ойо на заході Нігерії, в зоопарку Ібаданського університету, на висоті 150 м над рівнем моря.